# Eleição municipal de Campos dos Goytacazes em 2020
A eleição municipal de Campos dos Goytacazes em 2020 ocorreu no dia 15 de novembro (primeiro turno) e 29 de novembro (segundo turno), com o objetivo de eleger um prefeito, um vice-prefeito, e 25 vereadores responsáveis pela administração da cidade para o mandato a se iniciar em 1° de janeiro de 2021 e com término em 31 de dezembro de 2024. 
Originalmente, as eleições ocorreriam em 4 de outubro (primeiro turno) e 25 de outubro (segundo turno), porém, com o agravamento da pandemia do novo coronavírus (SARS-CoV-2), causador da Covid-19, as datas foram modificadas com a promulgação da Emenda Constitucional nº 107/2020.
O processo eleitoral de 2020 foi marcada pela sucessão para o cargo ocupado pelo então prefeito Rafael Diniz (Cidadania), que estava apto e tentou a reeleição. Em 29 de novembro de 2020, o deputado federal Wladimir Garotinho (PSD), filho dos ex-prefeitos e ex-governadores Anthony Garotinho e Rosinha Garotinho, foi eleito com 52,40% dos votos válidos, contra 47,60% de Caio Vianna, candidato do PDT e filho do ex-prefeito Arnaldo Vianna. A vitória de Wladimir nas urnas, no entanto, foi confirmada apenas em 10 de dezembro, após o Tribunal Superior Eleitoral deferir por unanimidade o recurso apresentado após a chapa ser impugnada pelo TRE-RJ devido a um processo relacionado ao candidato a vice Frederico Paes. A eleição de Wladimir marca o retorno do Clã Garotinho ao comando da Prefeitura de Campos.

## Contexto político e pandemia
As eleições municipais de 2020 estão sendo marcadas, antes mesmo de iniciada a campanha oficial, pela pandemia de COVID-19 no Brasil, o que está fazendo com que os partidos remodelem suas estratégias de pré-campanha. O Tribunal Superior Eleitoral (TSE) autorizou os partidos a realizarem as convenções para escolha de candidatos aos escrutínios por meio de plataformas digitais de transmissão, para evitar aglomerações que possam proliferar o coronavírus. Alguns partidos recorreram a mídias digitais para lançar suas pré-candidaturas. Além disso, a partir deste pleito, será colocada em prática a Emenda Constitucional 97/2017, que proíbe a celebração de coligações partidárias para as eleições legislativas, o que pode gerar um inchaço de candidatos ao legislativo.

## Candidatos à prefeitura
| Nº | Prefeito(a)  | Prefeito(a)                  | Prefeito(a)   | Vice-prefeito(a) | Vice-prefeito(a) | Vice-prefeito(a)         | Vice-prefeito(a) | Coligação                                           |
| Nº | Candidato(a) | Candidato(a)                 | Partido       | Candidato(a)     | Candidato(a)     | Candidato(a)             | Partido          | Coligação                                           |
| -- | ------------ | ---------------------------- | ------------- | ---------------- | ---------------- | ------------------------ | ---------------- | --------------------------------------------------- |
| 10 |              | Tadeu Tô Contigo             | Republicanos  |                  |                  | Coronel Ramiro           | Republicanos     | Sem coligação                                       |
| 12 |              | Caio Vianna                  | PDT           |                  |                  | Gilmara Gomes            | PSL              | Reviva Campos PDT PL PSL DC Patriota                |
| 13 |              | Odisseia                     | PT            |                  |                  | Moaldenir Freire         | PT               | Sem coligação                                       |
| 23 |              | Rafael Diniz                 | Cidadania     |                  |                  | Conceição Sant'Anna      | Cidadania        | A Coragem Precisa Vencer Avante Cidadania PTB PSB   |
| 33 |              | Cláudio Rangel da Boa Viagem | PMN           |                  |                  | Coronel Almir Porto      | PMN              | Sem coligação                                       |
| 35 |              | Jonathan Paes                | PMB           |                  |                  | Dr. Constantino Ferreira | PMB              | Sem coligação                                       |
| 45 |              | Dr. Carla Waleska            | PSDB          |                  |                  | Leo Fernandes Vigilante  | PSDB             | Sem coligação                                       |
| 50 |              | Professora Natália           | PSOL          |                  |                  | Bruna Machel             | UP               | Campos Das Resistências PSOL UP                     |
| 55 |              | Wladimir Garotinho           | PSD           |                  |                  | Frederico Paes           | MDB              | Um Governo De Verdade PRTB PP MDB PSD PROS PODE PSC |
| 65 |              | Roberto Henriques            | PCdoB         |                  |                  | Maycon Maciel            | PCdoB            | Sem coligação                                       |
| 77 |              | Dr. Bruno Calil              | Solidariedade |                  |                  | Pastor Éber Silva        | DEM              | Nova Força DEM PTC PV Solidariedade                 |

## Resultado

### Prefeito
| Candidato(a) a prefeito | Candidato(a) a prefeito            | Candidato(a) a vice-prefeito    | Primeiro turno 15 de novembro de 2020 | Primeiro turno 15 de novembro de 2020 | Segundo turno 29 de novembro de 2020 | Segundo turno 29 de novembro de 2020 |
| Candidato(a) a prefeito | Candidato(a) a prefeito            | Candidato(a) a vice-prefeito    | Total                                 | Percentagem                           | Total                                | Percentagem                          |
| ----------------------- | ---------------------------------- | ------------------------------- | ------------------------------------- | ------------------------------------- | ------------------------------------ | ------------------------------------ |
|                         | Wladimir Garotinho (PSD)           | Frederico Paes (MDB)            | 106.526                               | 43,16%                                | 121.174                              | 52,40%                               |
|                         | Caio Vianna (PDT)                  | Gilmara Gomes (PSL)             | 68.732                                | 27,85%                                | 110.094                              | 47,60%                               |
|                         | Dr. Bruno Calil (Solidariedade)    | Pastor Éber Silva (DEM)         | 32.673                                | 13,24%                                | Não participaram                     | Não participaram                     |
|                         | Rafael Diniz (Cidadania)           | Conceição Sant'Anna (Cidadania) | 13.530                                | 5,48%                                 | Não participaram                     | Não participaram                     |
|                         | Professora Natália (PSOL)          | Bruna Machel (UP)               | 11.622                                | 4,71%                                 | Não participaram                     | Não participaram                     |
|                         | Tadeu Tô Contigo (Republicanos)    | Coronel Ramiro (Republicanos)   | 5.378                                 | 2,18%                                 | Não participaram                     | Não participaram                     |
|                         | Odisseia (PT)                      | Moaldenir Freire (PT)           | 4.664                                 | 1,89%                                 | Não participaram                     | Não participaram                     |
|                         | Roberto Henriques (PCdoB)          | Maycon Maciel (PCdoB)           | 1.357                                 | 0,55%                                 | Não participaram                     | Não participaram                     |
|                         | Dr. Carla Waleska (PSDB)           | Doutora Carla (PSDB)            | 1.269                                 | 0,51%                                 | Não participaram                     | Não participaram                     |
|                         | Jonathan Paes (PMB)                | Dr. Constantino Ferreira (PMB)  | 1.267                                 | 0,51%                                 | Não participaram                     | Não participaram                     |
|                         | Cláudio Rangel da Boa Viagem (PMN) | Coronel Almir Porto (PMN)       | 1.057                                 | 0,43%                                 | Não participaram                     | Não participaram                     |
| Total de votos válidos  | Total de votos válidos             | Total de votos válidos          | 246.808                               | 91,16%                                | 231.268                              | 92,1%                                |
| Votos em branco         | Votos em branco                    | Votos em branco                 | 6.846                                 | 2,53%                                 | 5.419                                | 2,16%                                |
| Votos nulos             | Votos nulos                        | Votos nulos                     | 15.832                                | 5,85%                                 | 14.423                               | 5,74%                                |
| Total                   | Total                              | Total                           | 270.753                               | 75,08%                                | 251.110                              | 69,63%                               |
| Abstenções              | Abstenções                         | Abstenções                      | 89.873                                | 24,92%                                | 109.516                              | 30,37%                               |
| Eleitorado apto         | Eleitorado apto                    | Eleitorado apto                 | 360.626                               | 360.626                               | 360.626                              | 360.626                              |
| Fontes:                 |                                    |                                 |                                       |                                       |                                      |                                      |

### Composição da Câmara Municipal
|                        |                        |                 |                 |         |         |
| Nº                     | Partido                | Votos populares | Votos populares | Vagas   | ±       |
| Nº                     | Partido                | Votos           | %               | Vagas   | ±       |
| 55                     | PSD                    | 22.741          | 11,65%          | 4       | 3       |
| 77                     | Solidariedade          | 17.549          | 8,99%           | 3       | 3       |
| 12                     | PDT                    | 17.245          | 8,83%           | 3       | 3       |
| 90                     | PROS                   | 14.681          | 7,52%           | 2       | 2       |
| 70                     | Avante                 | 12.915          | 6,62%           | 2       | 2       |
| 23                     | Cidadania              | 12.208          | 6,25%           | 2       | 2       |
| 19                     | PODE                   | 11.443          | 5,86%           | 1       | 1       |
| 15                     | MDB                    | 10.811          | 5,54%           | 1       | 1       |
| 36                     | PTC                    | 10.329          | 5,29%           | 1       | 2       |
| 10                     | Republicanos           | 9.302           | 4,77%           | 1       | 1       |
| 22                     | PL                     | 8.895           | 4,56%           | 1       | 1       |
| 14                     | PTB                    | 8.364           | 4,28%           | 1       | Estável |
| 40                     | PSB                    | 6.011           | 3,08%           | 1       | Estável |
| 27                     | DC                     | 5.823           | 2,98%           | 1       | 1       |
| 28                     | PRTB                   | 5.721           | 2,93%           | 1       | Estável |
| 13                     | PT                     | 4.311           | 2,21%           | 0       | -       |
| 51                     | Patriota               | 3.984           | 2,04%           | 0       | -       |
| 45                     | PSDB                   | 3.969           | 2,03%           | 0       | 1       |
| 33                     | PMN                    | 2.466           | 1,26%           | 0       | -       |
| 18                     | REDE                   | 2.334           | 1,2%            | 0       | 1       |
| 50                     | PSOL                   | 1.852           | 0,95%           | 0       | -       |
| 65                     | PCdoB                  | 1.326           | 0,68%           | 0       | -       |
| 35                     | PMB                    | 922             | 0,47%           | 0       | -       |
| Total de votos válidos | Total de votos válidos | 195.202         | 72,1%           | 17      | 17      |
| Votos em branco        | Votos em branco        | 7.553           | 2,79%           | 17      | 17      |
| Votos nulos            | Votos nulos            | 10.818          | 4%              | 17      | 17      |
| Total de votos         | Total de votos         | 270.753         | 75,08%          | 17      | 17      |
| Abstenções             | Abstenções             | 89.873          | 24,92%          | 17      | 17      |
| Eleitorado apto        | Eleitorado apto        | 360.626         | 360.626         | 360.626 | 360.626 |
| Fontes:                |                        |                 |                 |         |         |

### Vereadores eleitos
| Candidato(a) | Candidato(a)                   | Partido       | Votos | Cidade de origem      | Unidade federativa/País |
| ------------ | ------------------------------ | ------------- | ----- | --------------------- | ----------------------- |
|              | Dr Abdu Neme                   | Avante        | 5.574 | Campos dos Goytacazes | Rio de Janeiro          |
|              | Anderson de Matos              | Republicanos  | 4.905 | Rio de Janeiro        | Rio de Janeiro          |
|              | Marquinho Bacellar             | Solidariedade | 4.836 | Campos dos Goytacazes | Rio de Janeiro          |
|              | Igor Pereira                   | Solidariedade | 3.271 | Campos dos Goytacazes | Rio de Janeiro          |
|              | Thiago Rangel                  | PROS          | 2.755 | Campos dos Goytacazes | Rio de Janeiro          |
|              | Fabio Ribeiro                  | PSD           | 2.537 | Campos dos Goytacazes | Rio de Janeiro          |
|              | Cabo Alonsimar                 | PODE          | 2.459 | Campos dos Goytacazes | Rio de Janeiro          |
|              | Fred Rangel                    | PSD           | 2.345 | Campos dos Goytacazes | Rio de Janeiro          |
|              | Silvinho Martins               | MDB           | 2.194 | Campos dos Goytacazes | Rio de Janeiro          |
|              | Helinho Nahim                  | PTC           | 2.171 | Campos dos Goytacazes | Rio de Janeiro          |
|              | Bruno Pezão                    | PL            | 2.140 | Campos dos Goytacazes | Rio de Janeiro          |
|              | André Oliveira                 | Avante        | 1.938 | Campos dos Goytacazes | Rio de Janeiro          |
|              | Fred Machado                   | Cidadania     | 1.927 | Campos dos Goytacazes | Rio de Janeiro          |
|              | Marquinho do Transporte        | PDT           | 1.866 | Campos dos Goytacazes | Rio de Janeiro          |
|              | Beto Abençoado                 | Solidariedade | 1.805 | Campos dos Goytacazes | Rio de Janeiro          |
|              | Fabinho Almeida                | PSB           | 1.801 | Campos dos Goytacazes | Rio de Janeiro          |
|              | Alvaro Cesar                   | PRTB          | 1.787 | Campos dos Goytacazes | Rio de Janeiro          |
|              | Thuin                          | PTB           | 1.738 | Campos dos Goytacazes | Rio de Janeiro          |
|              | Dandinho de Alciones Rio Preto | PSD           | 1.724 | Campos dos Goytacazes | Rio de Janeiro          |
|              | Jorginho Virgilio              | DC            | 1.592 | Campos dos Goytacazes | Rio de Janeiro          |
|              | Kassiano Tavares               | PSD           | 1.546 | Campos dos Goytacazes | Rio de Janeiro          |
|              | Tony Siqueira                  | Cidadania     | 1.539 | Campos dos Goytacazes | Rio de Janeiro          |
|              | Luciano Rio Lu                 | PDT           | 1.382 | Campos dos Goytacazes | Rio de Janeiro          |
|              | Juninho Virgilio               | PROS          | 1.329 | Campos dos Goytacazes | Rio de Janeiro          |
|              | Leon Gomes                     | PDT           | 1.063 | Campos dos Goytacazes | Rio de Janeiro          |
| Fontes:      |                                |               |       |                       |                         |